# Bolt (Virginia Occidental)
Bolt es un lugar designado por el censo ubicado en el condado de Raleigh en el estado estadounidense de Virginia Occidental. En el Censo de 2010 tenía una población de 548 habitantes y una densidad poblacional de 38,82 personas por km².

## Geografía
Bolt se encuentra ubicado en las coordenadas 37°45′42″N 81°24′59″O / 37.76167, -81.41639. Según la Oficina del Censo de los Estados Unidos, Bolt tiene una superficie total de 14.12 km², de la cual 14.1 km² corresponden a tierra firme y (0.11%) 0.02 km² es agua.

## Demografía
Según el censo de 2010, había 548 personas residiendo en Bolt. La densidad de población era de 38,82 hab./km². De los 548 habitantes, Bolt estaba compuesto por el 99.27% blancos, el 0.18% eran afroamericanos, el 0% eran amerindios, el 0% eran asiáticos, el 0% eran isleños del Pacífico, el 0% eran de otras razas y el 0.55% pertenecían a dos o más razas. Del total de la población el 0.73% eran hispanos o latinos de cualquier raza.